# Rhodohypoxis
Rhodohypoxis Nel – rodzaj roślin należący do rodziny przyklękowatych (Hypoxidaceae), obejmujący 6 gatunków występujących w południowo-wschodniej Afryce, głównie w Górach Smoczych. Bywają uprawiane jako rośliny ozdobne.

## Morfologia
PokrójRośliny niskie, ze spichrzowym kłączem i przynajmniej częściowo zgrubiałymi także korzeniami. Pędy owłosione do nagich.
LiścieO wąskiej, bruzdowanej blaszce, nie zwężającej się u nasady w pozorny ogonek liściowy (występujący u niektórych roślin z rodzajów Hypoxis i Molineria).
KwiatyPojedyncze lub zebrane po dwa na szczycie zwykle krótkiego głąbika, czasem całkiem ukrytego w pochwach liściowych. Kwiaty wsparte są drobnymi przysadkami. Listki okwiatu czerwone, różowe do białych. Te z okółka wewnętrznego z wyraźnym paznokciem na granicy z łatką zagiętym do środka kwiatu. Końcowe łatki listków okwiatu są rozpostarte. Pręciki o krótkich nitkach. Zalążnia trójkomorowa.
OwoceTorebki powstające u części przedstawicieli na prosto wzniesionej szypule, u innych rozwijają się na poziomie gruntu lub nawet pod nim.
Rodzaje podobneRośliny z tego rodzaju różnią się od roślin zaliczanych do rodzaju przyklęk osłoniętymi pręcikami i szyjką słupka.

## Systematyka
Pozycja systematyczna wg Angiosperm Phylogeny Website (aktualizowany system APG IV z 2016)Klad okrytonasienne, klad jednoliścienne (monocots), rząd szparagowce (Asparagales), rodzina przyklękowate (Hypoxidaceae).
W niektórych ujęciach taksonomicznych gatunki zaliczane do tego rodzaju włączane są do rodzaju przyklęk (Hypoxis), co znajduje uzasadnienie w wynikach badań filogenetycznych. Gatunki z obu tych rodzajów tworzą też mieszańce określane jako ×Rhodoxis B. Mathew.
Gatunki
- Rhodohypoxis baurii (Baker) Nel
- Rhodohypoxis deflexa Hilliard & B.L.Burtt
- Rhodohypoxis incompta Hilliard & B.L.Burtt
- Rhodohypoxis milloides (Baker) Hilliard & B.L.Burtt
- Rhodohypoxis rubella (Baker) Nel
- Rhodohypoxis thodiana (Nel) Hilliard & B.L.Burtt

## Zastosowanie
Rośliny ozdobneGatunek Rhodohypoxis baurii oraz jego kultywary, ze względu na atrakcyjne kwiaty w kolorze białym, różowym do bordowego, jest uprawiany w pojemnikach lub na skalniakach, gdzie zadarnia powierzchnię, tworząc kwietny dywan. W Polsce, z uwagi na umiarkowaną odporność na mróz Strefy mrozoodporności 7-9) wymaga zimowania w zabezpieczonych przed mrozem pomieszczeniach, w suchym miejscu. Wymaga dobrze przepuszczalnej, utrzymującej wilgoć, kwaśnej  gleby o wysokiej zawartości materii organicznej, np. mieszanki drobno zmielonej, kompostowanej kory, ziemi liściowej i piasku w stosunku 1:1:1. Łatwo rozmnaża się z nasion, a także z bulw potomnych, które rozwijają się w sezonie wegetacyjnym.